# Антъни Стронг
Антъни Стронг (на английски: Anthony Strong) е британски писател, автор на бестселъри в жанровете съвременен любовен роман и чиклит. Пише под псевдонимите Антъни Капела (на английски: Anthony Capella), Тони Стронг (на английски: Tony Strong) и Дж. П. Дилейни (на английски: J. P. Delaney).

## Биография и творчество
Антъни Стронг е роден през 1962 г. в Уганда. Преди да е навършил година, родителите му се връщат в Англия. Учи в частно английско училище-интернат и в Колежа „Сейнт Питърс“ на Оксфордския университет, където следва английска филология при поета Франсис Уорнър и завършва първи по успех.
След дипломирането си работи за кратко като преподавател по английски език в Рим. Връща се в Англия, където работи в рекламната дейност на агенция „Ogilvy and Mather“, а после като журналист за туристическата индустрия и пише туристически статии за „Сънди Таймс“. Сътрудничи си понякога с известния майстор-готвач Джейми Оливър.
Любовта му към Италия и италианската храна го вдъхновяват да пише, първоначално сценарий, а после и романи свързани с тези теми. Тласък в тази насока му дава уволнението му от работа и фалита на фермата за свине на жена му.
Първият му криминален роман „Убийство в Оксфорд“ от поредицата „Тери Уилямс“ е публикуван през 1997 г. Главната героиня, борбената студентка Тери Уилямс, се завръща в Оксфорд, за да довърши изоставения си докторат по криминална литература. Но мистерия, свързана с жестоко сексуално убийство извършено в наетата от нея къща, ще я въвлече в опасно приключение.
Първият му чиклит-роман „Ако искаш да си легнеш с мен... сготви ми!“ е публикуван през 2004 г. под псевдонима, с италианско звучене, Антъни Капела. Той веднага става бестселър и е предпочетен за екранизация.
Следващите му произведения утвърждават автора на писателското му поприще. Работи и по сценарии за британската телевизия.
През 2017 г. е издаден трилърът му „The Girl Before“ под псевдонима Дж. П. Дилейни. Романът е предпочетен за екранизация.
Антъни Стронг живее със семейството си в Оксфорд, Оксфордшър, Англия.

## Произведения

### Като Антъни Капела

#### Самостоятелни романи
- The Food of Love (2004)
Ако искаш да си легнеш с мен... сготви ми!, изд.: ИК „Кръгозор“, София (2004), прев. Росица Панайотова
- The Wedding Officer (2006)
Изкушение с дъх на лимони, изд.: ИК „Кръгозор“, София (2010), прев. Александър Бакалов
- The Various Flavours of Coffee (2008)
С дъх на кафе, изд.: ИК „Кръгозор“, София (2009), прев. Александър Бакалов
- The Empress of Ice Cream (2010)
Императрицата на сладоледа, изд.: ИК „Кръгозор“, София (2011), прев. Антоанета Дончева
- Love and Other Dangerous Chemicals (2012)

#### Новели
- Undressing (2012)

### Като Антъни Стронг

#### Самостоятелни романи
- Chemistry for Beginners (2009)

### Като Тони Стронг

#### Самостоятелни романи
- The Decoy (2001)
- Tell Me Lies (2003)

#### Серия „Тери Уилямс“ (Terry Williams)
1. The Poison Tree (1997)
Убийство в Оксфорд, изд.: ИК „Анимар“, София (2002), прев. Ваня Блангева
2. The Death Pit (1999)
Убийство в Ню Йорк, изд.: ИК „Анимар“, София (2002), прев. Стоян Георгиев

### Като Дж. П. Дилейни

#### Самостоятелни романи
- The Girl Before (2017)
Момичето преди, изд. „Софтпрес“ (2017), прев. Елмира Великова
- Believe Me (2018)
Повярвай ми, изд. „Софтпрес“ (2020)

- The Perfect Wife (2018)